# 四氯化硫
四氯化硫是一种浅黄色的晶体，化学式为SCl4。它是一种不稳定的化合物，超过242K就会分解成二氯化硫和氯气。
在193K下用氯处理其他硫的氯化物可得四氯化硫：
{\displaystyle {\rm {\ SCl_{2}+Cl_{2}{\xrightarrow {193K}}SCl_{4}}}}
它的结构可能是离子晶体，即SCl3+Cl-。

## 反应
四氯化硫遇水水解，生成氯化氢和二氧化硫，反应中可能生成了氯化亚砜中间体。
{\displaystyle {\ce {{SCl4}+ 2H2O -> {SO2}+ {4HCl}}}}